# Elatochóri
Elatochóri (en grec moderne : Ελατοχώρι) est une petite station de ski de Grèce située dans les monts de Piérie, au lieu-dit Papa Chorafi, à 27 km à l'ouest de la ville de Kateríni, en Macédoine-Centrale.

## Domaine skiable
La station est en opération depuis l'hiver 2001. Les 8 pistes portent les noms des Muses. La piste verte Polymnia est, avec 5,8 km, la plus longue du pays.
Une piste de luge de 700 m complète l'offre touristique.
Depuis le domaine skiable, il est possible de voir le mont Olympe.